# Neukölln
Neukölln – ósmy okręg administracyjny (Bezirk) Berlina. Liczy ponad 328 000 mieszkańców. Powstał w 2001 w miejscu dawnego okręgu o tej samej nazwie, który został utworzony w roku 1920. Siedzibą władz dzielnicy jest ratusz Neukölln.

## Położenie
Okręg administracyjny graniczy od zachodu z okręgiem Tempelhof-Schöneberg, od wschodu z Treptow-Köpenick, od północy z Friedrichshain-Kreuzberg, a od południa z krajem związkowym Brandenburgia.

## Podział administracyjny
W skład okręgu administracyjnego wchodzi pięć dzielnic (Ortsteil):
| Nazwa dzielnicy                                                        | Powierzchnia | Liczba mieszkańców | Liczba mieszkańców na kilometr kwadratowy | Położenie na mapie okręgu |
| ---------------------------------------------------------------------- | ------------ | ------------------ | ----------------------------------------- | ------------------------- |
| 0801 Neukölln - Reuterkiez („Kreuzkölln”) - Rixdorf - Böhmisch-Rixdorf | 11,71        | 167 248            | 14 282                                    |                           |
| 0802 Britz                                                             | 12,40        | 41 928             | 3 381                                     |                           |
| 0803 Buckow                                                            | 6,35         | 39 875             | 6 280                                     |                           |
| 0804 Rudow                                                             | 11,81        | 42 033             | 3 559                                     |                           |
| 0805 Gropiusstadt                                                      | 2,67         | 36 961             | 13 843                                    |                           |

## Historia
Obecny obszar zajmowany przez okręg Neukölln był początkowo wspominany w dokumentach pod innymi nazwami: w 1360 – Richardsdorp, później Rieksdorf i na końcu Rixdorf. Głowna część dawnej osady znajdowała się na Richardplatz. Wieś początkowo należała do zakonu joannitów, którzy otrzymali te tereny od templariuszy mających wtedy swoją siedzibę na terenie obecnej dzielnicy Tempelhof. Z tego też powodu w godle okręgu widnieje krzyż maltański.

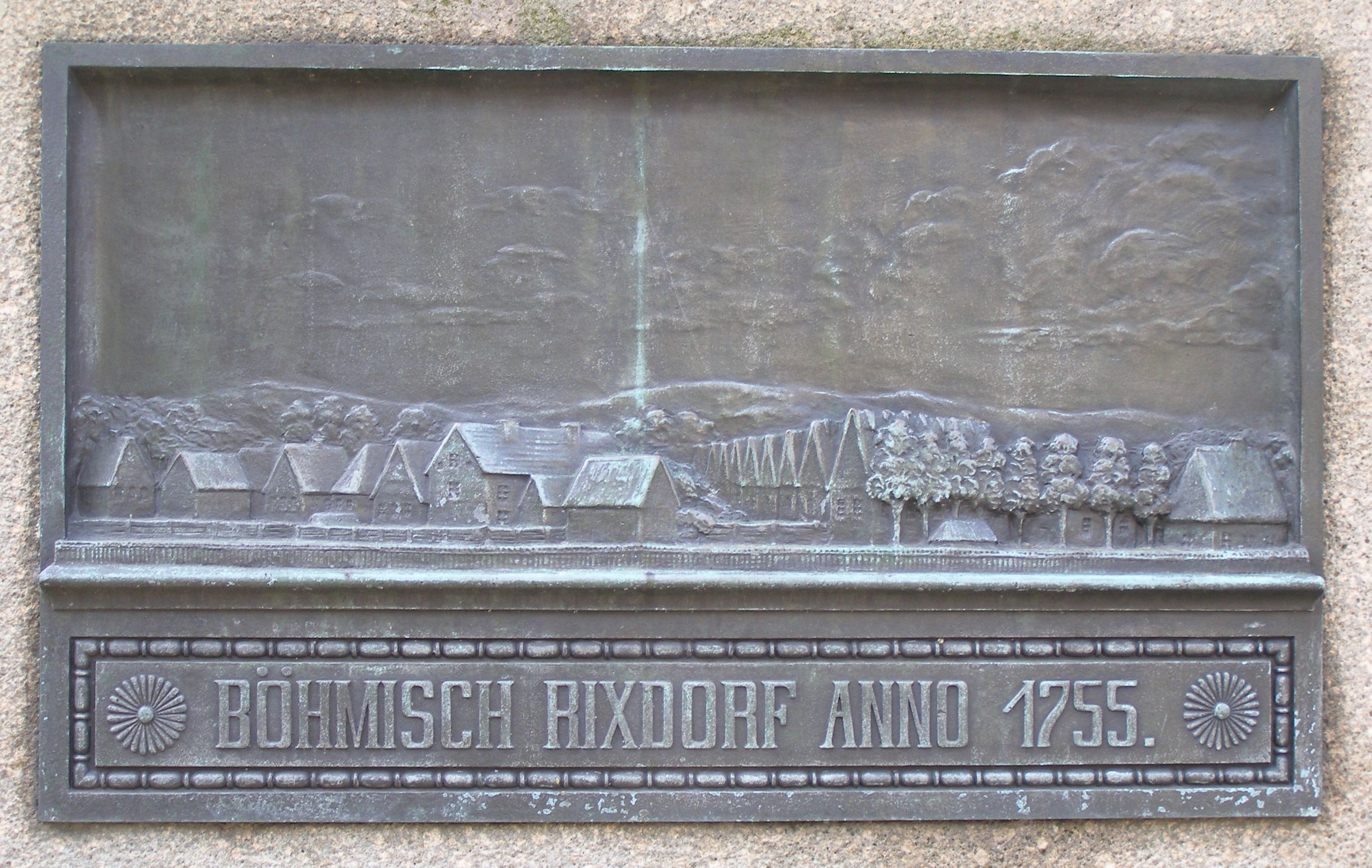
Płyta pamiątkowa w Böhmisch-Rixdorf

W 1737 roku Fryderyk Wilhelm I Pruski zezwolił na osiedlenie się na tym terenie uchodźców z Czech, którzy byli prześladowani ze względu na swoją wiarę ewangelicką. Bracia morawscy wybudowali własny kościół i zaczęli się zamieszkiwać tereny na uboczu obecnej wsi, wzdłuż dzisiejszej Richardstraße. Obszar ten otrzymał swoją administrację w 1797 roku.
Podczas ponownego połączenia obu niezależnych gmin, 1 stycznia 1874 roku, Rixdorf był zamieszkały przez 8000 mieszkańców. Od 1 maja 1899 roku Rixdorf, jako największa wieś w Prusach leżąca w powiecie Teltow, zyskała status miasta. Liczba mieszkańców wynosiła wtedy 80 000 i do 1910 roku wzrosła do stanu 237 000.
Zmiana nazwy okręgu z Rixdorf na Neukölln nastąpiła w 1912. Powodem tej decyzji było ogólne złe wrażenie miasta, które słynęło z przestępczości i „złych obyczajów”.
Pierwszego października 1920 roku Neukölln został włączony do granic Wielkiego Berlina. Razem ze wsiami Britz, Rudow i Buckow tworzył 14 okręg administracyjny.
W latach 1945–1990 okręg Neukölln należał do sektora amerykańskiego w Berlinie Zachodnim. W 1987 roku okręg otrzymał europejską nagrodę za swoje wybitne starania w dziedzinie integracji europejskiej. Pod koniec XX w. dawna nazwa Rixdorf zaczęła zatracać swoje negatywne znaczenie. Zdarzały się nawet pojedyncze żądania przywrócenia dawnej nazwy jako sposób na wydzielenie obszaru dawnej wsi od nowej – nazwanej Neukölln, a także z tego powodu, że – według wnioskujących – stara nazwa bardziej pasowała do tego miejsca.
23 września 2008 roku okręg otrzymał tytuł Ort der Vielfalt (pol. miejsce wielokulturowości) przyznany przez Rząd Federalny Niemiec.

## Struktura budownictwa
W okręgu występują zróżnicowane typy budownictwa. Na północy znajduje się zabudowa typowa dla gęsto zamieszkałego miasta. Na południu jest to raczej zabudowa podmiejska, czasami także wiejska. W dzielnicy Neukölln (także Neukölln-Nord lub Neukölln 44 – nazywana tak od dawnego kodu pocztowego: 1000 Berlin 44) leżącej w północnej części okręgu (pomiędzy koleją obwodową S-Bahn i Hermannplatz) dominuje zabudowa z okresu grynderskiego, która składa się z typowych w Berlinie kamienic czynszowych z ogrodem w podwórzu. Na południe od kolei obwodowej przeważają domy jednorodzinne, osiedla przedmiejskie, ale także większe osiedla z domami wielopiętrowymi.
W tym niejednorodnym pod względem struktury okręgu zachowały się struktury dawnej wsi Rixdorf z obszarem zamieszkiwanym przez Czechów, wsi Britz z dworem i zamkiem, a także Buckow z najstarszym kościołem z kamienia w Berlinie.
Najbardziej znany przykład budownictwa socjalnego z lat 20 i 30 XIX w. w Neukölln znajduje się w Britz. Osiedle bloków mieszkalnych Fritz-Reter-Stadt składa się z dwóch części. Pierwsza z nich była projektowana architektów Bruno Tauta i Martina Wagnera, a druga przez Paula Engelmanna i Emila Fangmeyera. W obu znajduje się około 1000 mieszkań. Budynki wielopiętrowe zostały wybudowane na planie okręgu i podkowy, a w pozostałych częściach osiedla znajdują się domy jednorodzinne z własnymi ogrodami. Część blokowiska, dokładniej Hufeisensiedlung (pol. Osiedle na planie podkowy) znajduje się od 2008 roku na liście światowego dziedzictwa UNESCO.

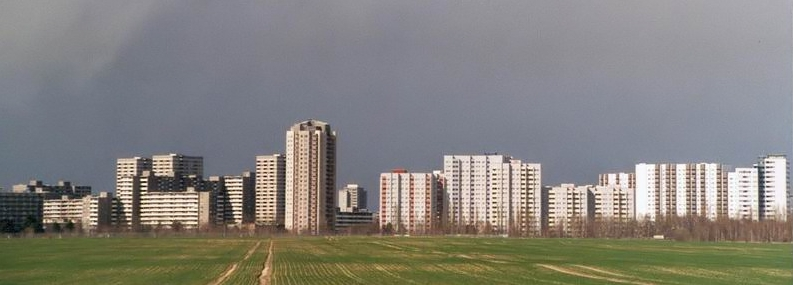
Gropiusstadt

Ponadto istnieje także inne, powojenne osiedle – Gropiusstadt. Znajduje się ono w południowej części okręgu. Jest jednym z największych osiedli z budynkami wielopiętrowymi w dawnym Berlinie Zachodnim. Początkowo osiedle nazywało się Großssiedlung Berlin-Buckow-Rudow i dopiero w 1972 roku została mu nadana obecna nazwa, upamiętniająca Waltera Gropiusa, który w 1919 roku w Weimarze założył uczelnię artystyczno-rzemieślniczą. Dopiero w 1976 roku osiedle zostało całkowicie ukończone, a od 2002 roku tworzy odrębną dzielnicę. Od samego początku postawiono postawić na innowacyjny podział osiedla pod względem ruchu pieszych i samochodów, który to miał odbywać się po wysoko wybudowanych, zielonych drogach. Plan jednak dosyć szybko poniósł klęskę.

## Mieszkańcy
31 grudnia 2015 roku liczba mieszkańców okręgu Neukölln wynosiła 328 045 na powierzchni 44,9 kilometrów kwadratowych. Tego dnia gęstość zaludnienia oscylowała na poziomie 7 301 mieszkańców na kilometr kwadratowy. 31 grudnia 2012 roku udział obcokrajowców wyniósł 22,3%, a mieszkańców z tłem migracyjnym 41,1% (jedynie w okręgu Miite wartość ta była wyższa). Udział osób bezrobotnych dnia 30 kwietnia 2013 stanowił 17,1% i był najwyższy spośród wszystkich okręgów Berlina (dla porównania okręg Pankow miał tę wartość najniższą – 10,0%). 31 grudnia 2012 roku średni wiek mieszkańca wynosił 41,2 roku.
Współczynnik dzietności, 1,44, jest najwyższy w całym Berlinie. Jest wyższy także od średniej z całych Niemiec, który to wskaźnik wynosi 1,37.

### Sytuacja społeczna

Piramida wieku w okręgu Neukölln 2010 r.

Niektóre części Neukölln zostały uznane przez Senat w Berlinie za Obszary ze szczególną możliwością rozwoju. Spośród 17 berlińskich obszarów tego typu następujące leżą w Neukölln: Reuterplatz, Rollbergsiedlung, High-Deck-Siedlung, Schillerpromenade, Richardplatz Süd, Gropiusstadt/Lipschitzallee, Flughafenstraße, Dammwegsiedlung/Weiße Siedlung i Krönerpark.
W styczniu 2004 roku ówczesny senator miejski Ehrkart Körting wyraził przed Izbą Deputowanych Berlina pogląd jakoby Rollbergviertel (Neukölln-Nord) stał się już częściowo gettem.
Pełnomocnik do spraw integracji przy Izbie Deputowanych uzupełnił, że wyżej wymienione zjawiska nie wynikają z dużej ilości migrantów, a punkty zapalne tworzą się z powodu dużych problemów społecznych. Wymienił: duże bezrobocie, niskie wykształcenie, duża ilość młodzieży, która porzuciła szkołę.
Od 2004 roku w okręgu działa inicjatywa Stadtteilmütter in Neukölln, w ramach której w Brunnenviertel (dzielnica Wedding, okręg Mitte) prowadzona jest szkoła. Projekt został stworzony poprzez współpracę urzędu Bezirksamt Neukölln, JobCenter Neukölln i Diakonischen Werk NeuköllnßOberspree e. V. Dzięki temu projektowi Berlin został odznaczony nagrodą Metropolis Award 2008.
Problemy socjalne wypływają także na prawidłowy rozwój dzieci i młodzieży. Wyniki badań przeprowadzonych w szkołach w 2010 roku zaalarmowały rządzących okręgiem: co szóste dziecko ma nadwagę lub jest otyłe. Co piąte dziecko ma próchnice zębów i dorasta w rodzinach palaczy. Rozwój jednej trzeciej dzieci jest zagrożony. Mogą one mieć problemy ze wzrokiem lub z koordynacją, a także z mową. Jedna czwarta dziewczyn i chłopców tylko częściowo wzięło udział w badaniach profilaktycznych przeprowadzonych na początku edukacji.
Statystyki pochodzą z badań wykonywanych podczas zapisywania się do szkół w Neukölln w roku szkolnym 2008/2009 i pokazują krytyczny obraz zdrowia młodego pokolenia. W 2010 roku Neukölln był obszarem w którym dzieci zapisujące się do szkół (najczęściej spośród wszystkich okręgów Berlina) cierpiały na nadwagę lub otyłość, charakteryzowały się słabym stanem uzębienia, pochodziły z rodzin palaczy, miały problemy z rozwojem języka i ogólnie niską znajomością języka niemieckiego.
W 2010 roku okręg podjął strategię mającą na celu promocję zdrowia. Poprzez współpracę instytucji zajmujących się pomocą dla młodzieży, placówek oświaty i zdrowia starano się wypełniać braki w zdrowym rozwoju dzieci. Pomimo wykazania przez raport z 2016 roku poprawy, statystyki nadal wskazują stan zdrowia dzieci kształtujący się poniżej średniej z całego miasta.
Także w 2010 roku na problemy w okręgu zwróciła uwagę Kirsten Heisig, której wydana po samobójczej śmieci książka Das Ende der Geduld: Konsequent gegen jugendliche Gewalttäter przez wiele tygodni utrzymywała się na liście bestsellerów magazynu Der Spiegel.

### Gentryfikacja
Z innej jednak strony od kilku lat w dzielnicy Neukölln występuje proces gentryfikacji. Najbardziej widoczna jest ona przy samej granicy z dzielnicą Kreuzberg, gdzie ten proces już się dokonał i której infrastruktura kulturalna wychodzi ponad ofertę okręgu Neukölln. Obszar Nord-Neukölln (zwany także Kreuzkölln) staje się z upływem czasu coraz atrakcyjniejszą lokalizacją do zamieszkania ze względu na bogatą ilość pracowni artystycznych i punktów gastronomicznych. Dzięki temu obszar rozkwita i poprawia się sytuacja jego mieszkańców, którzy stanowią obecnie coraz większą mieszankę różnych warstw społecznych. Proces gentryfikacji nie zawsze przebiega jednak bezproblemowo i prowadzi czasem do segregacji. Obecni mieszkańcy cierpią z powodu wzrastających cen wynajmu i sukcesywnie przeprowadzają się do tańszych części okręgu, na jego południową część, do osiedli budynków wielopiętrowych. Nowi mieszkańcy są zazwyczaj lokalnymi artystami, studentami lub osobami z klasy mieszczańskiej. Przeciw takiej sytuacji został stworzony specjalny ruch, który chce to uniemożliwić tworzenie się podobnej ścieżki rozwoju jak w dzielnicach Prenzlauer Berg i Friedrichshain.

## Miejsca

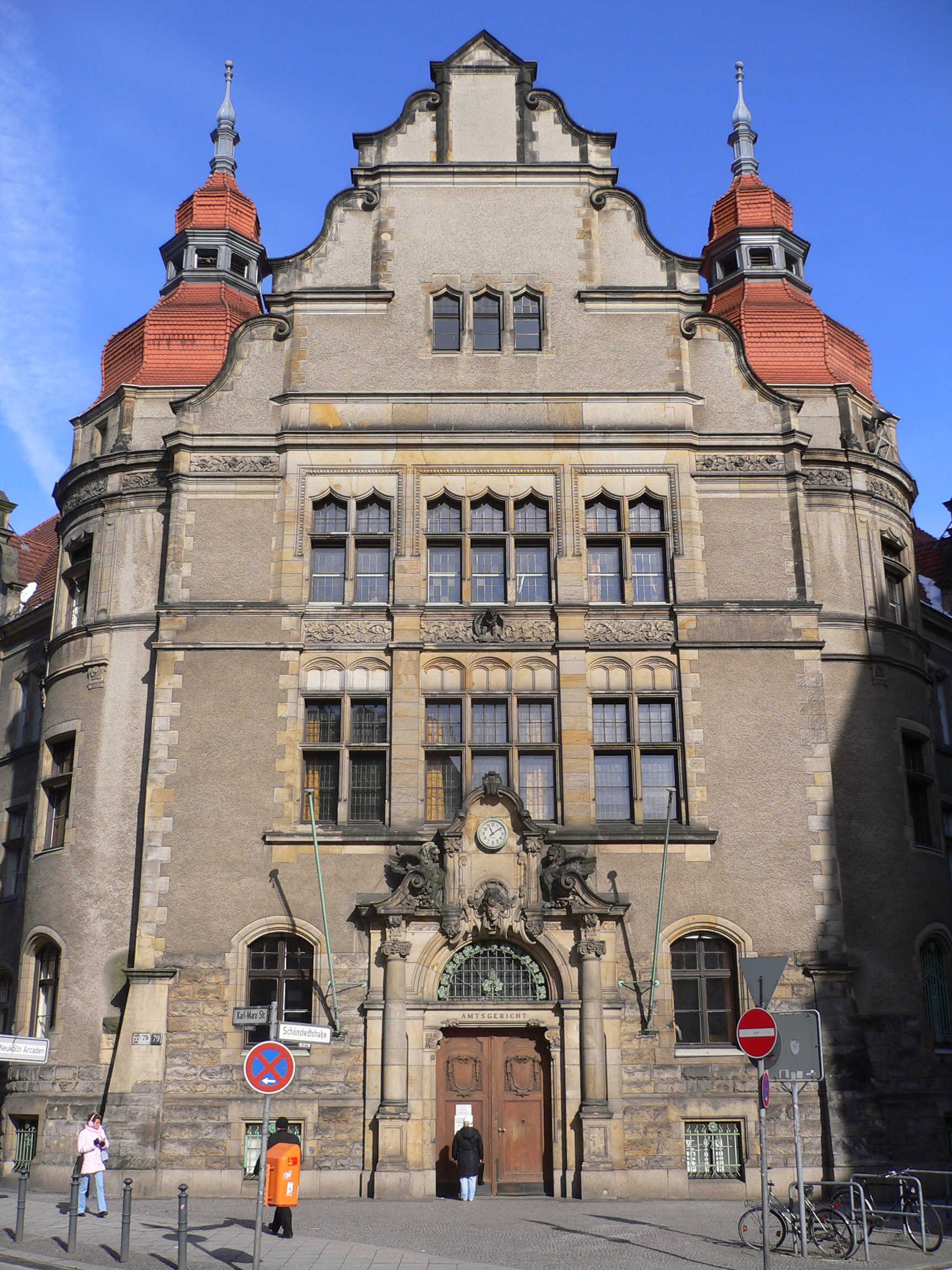
Sąd rejonowy Neukölln

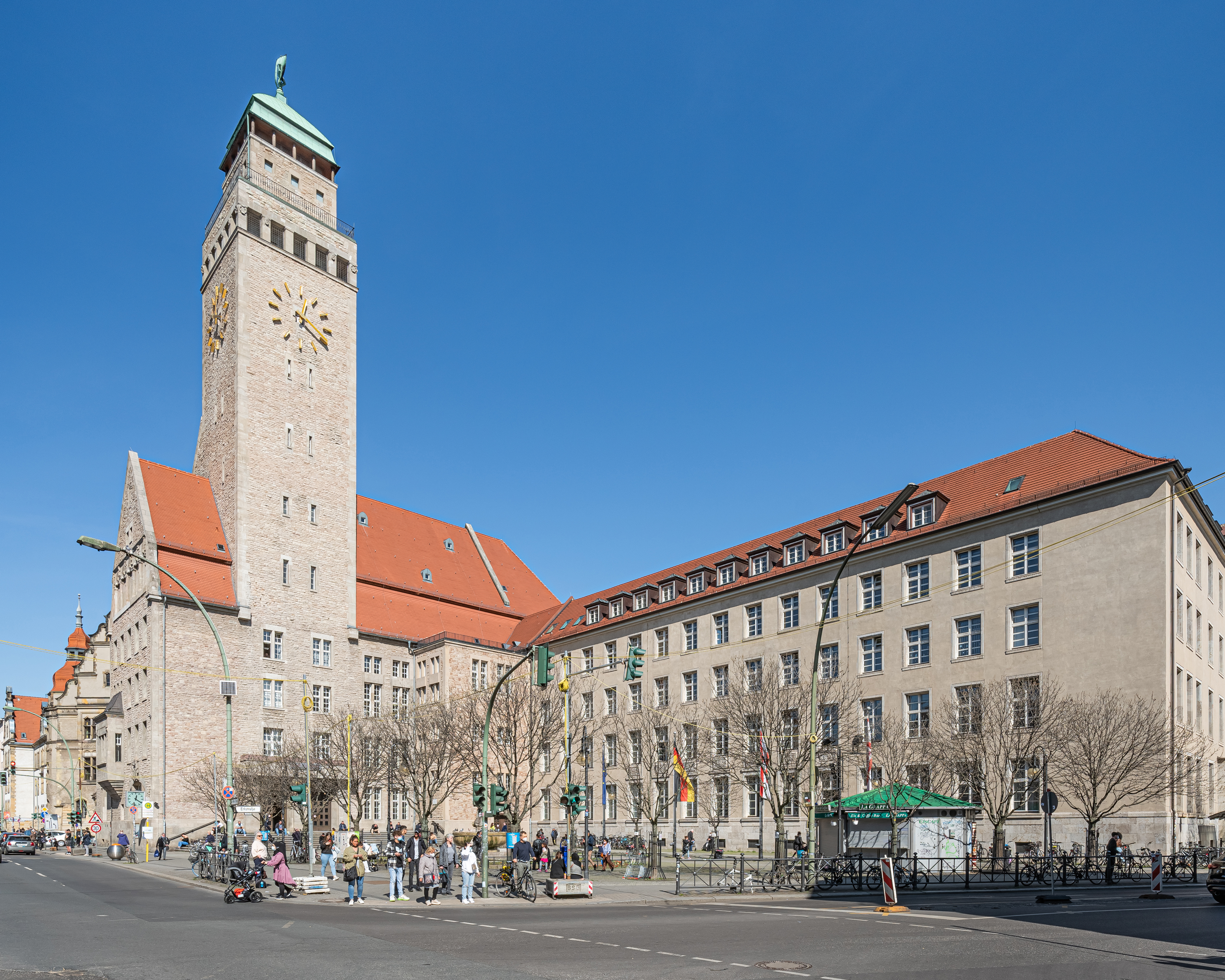
Ratusz w Neukölln

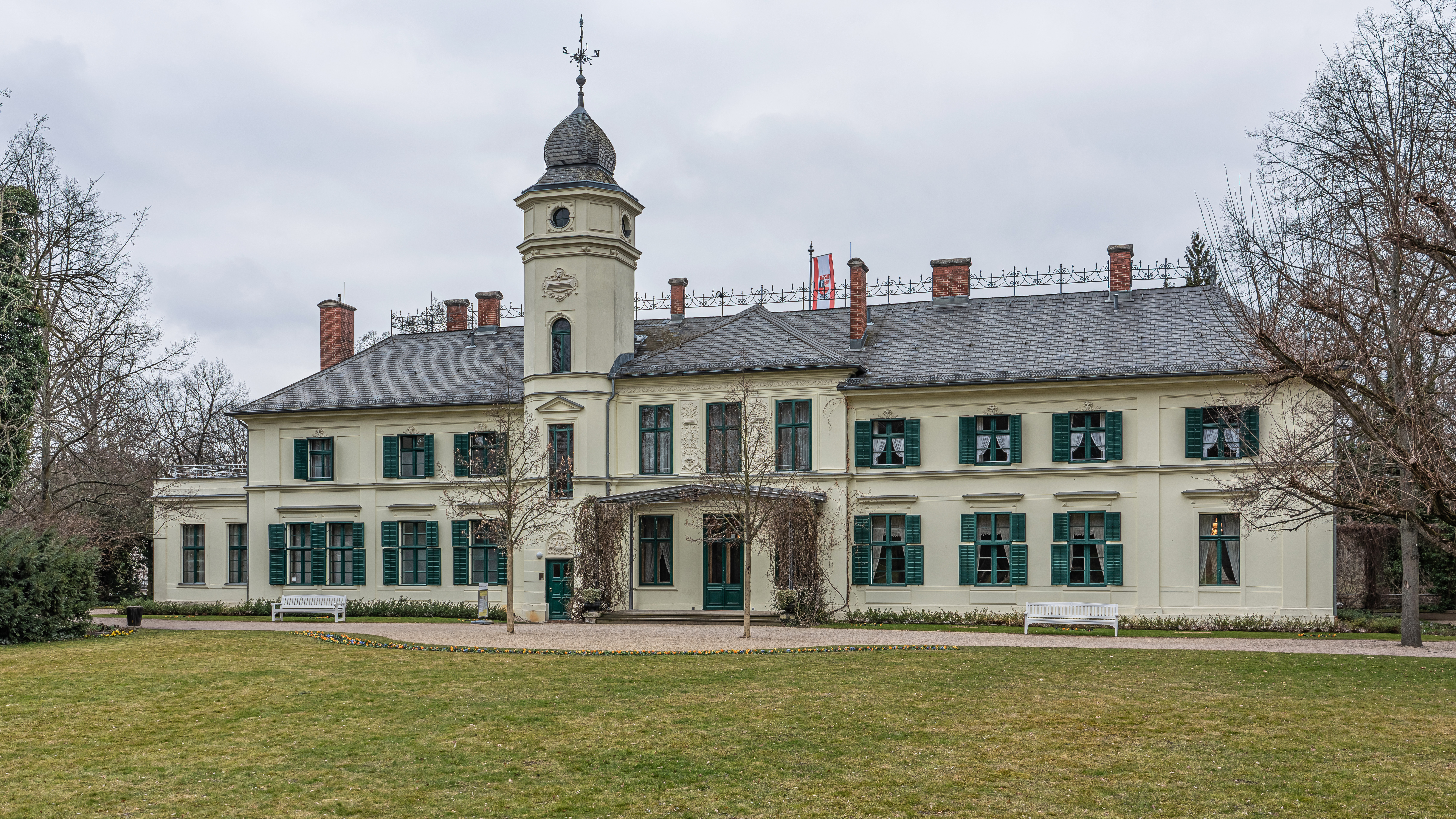
Zamek w Britz

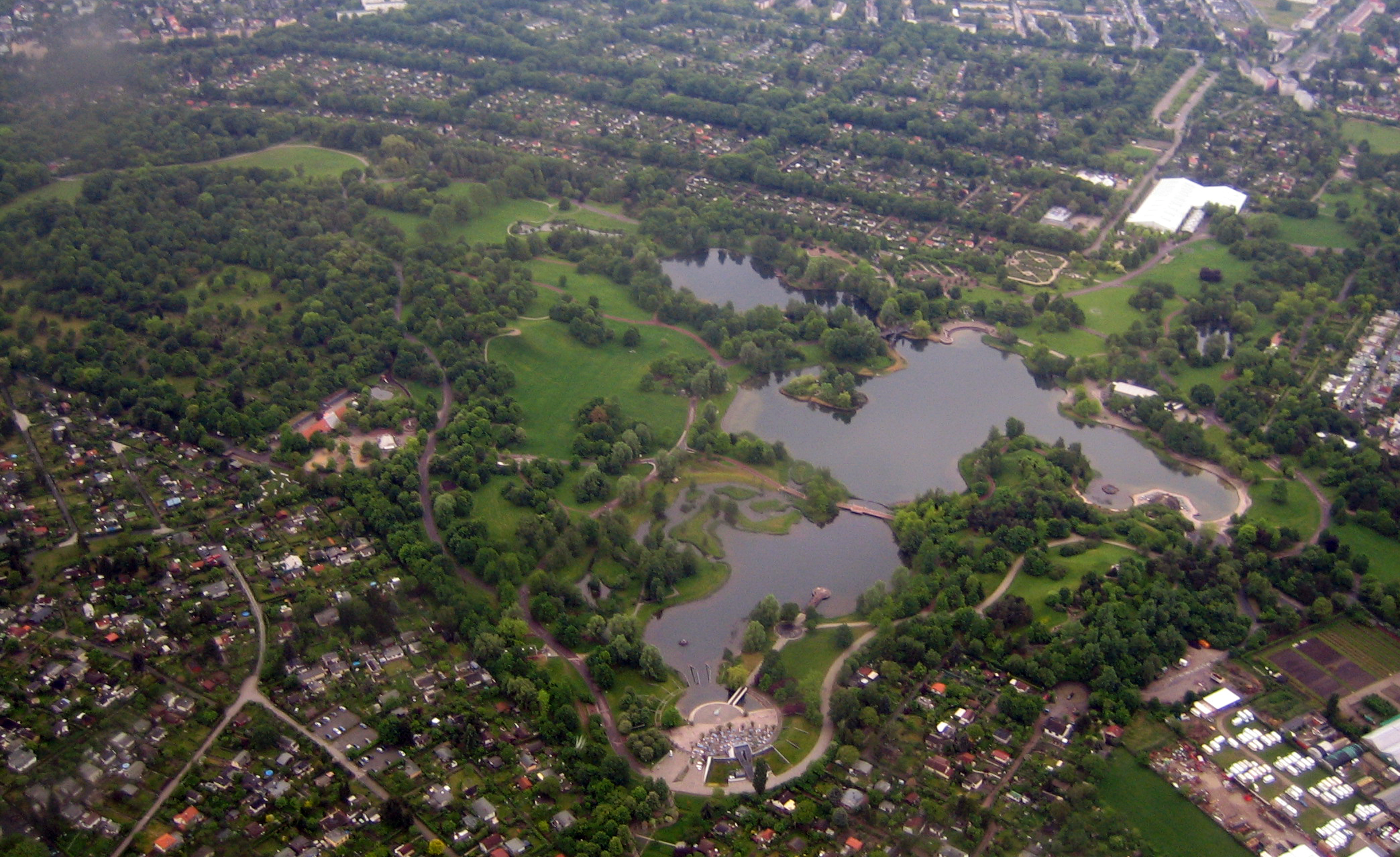
Britzer Garten

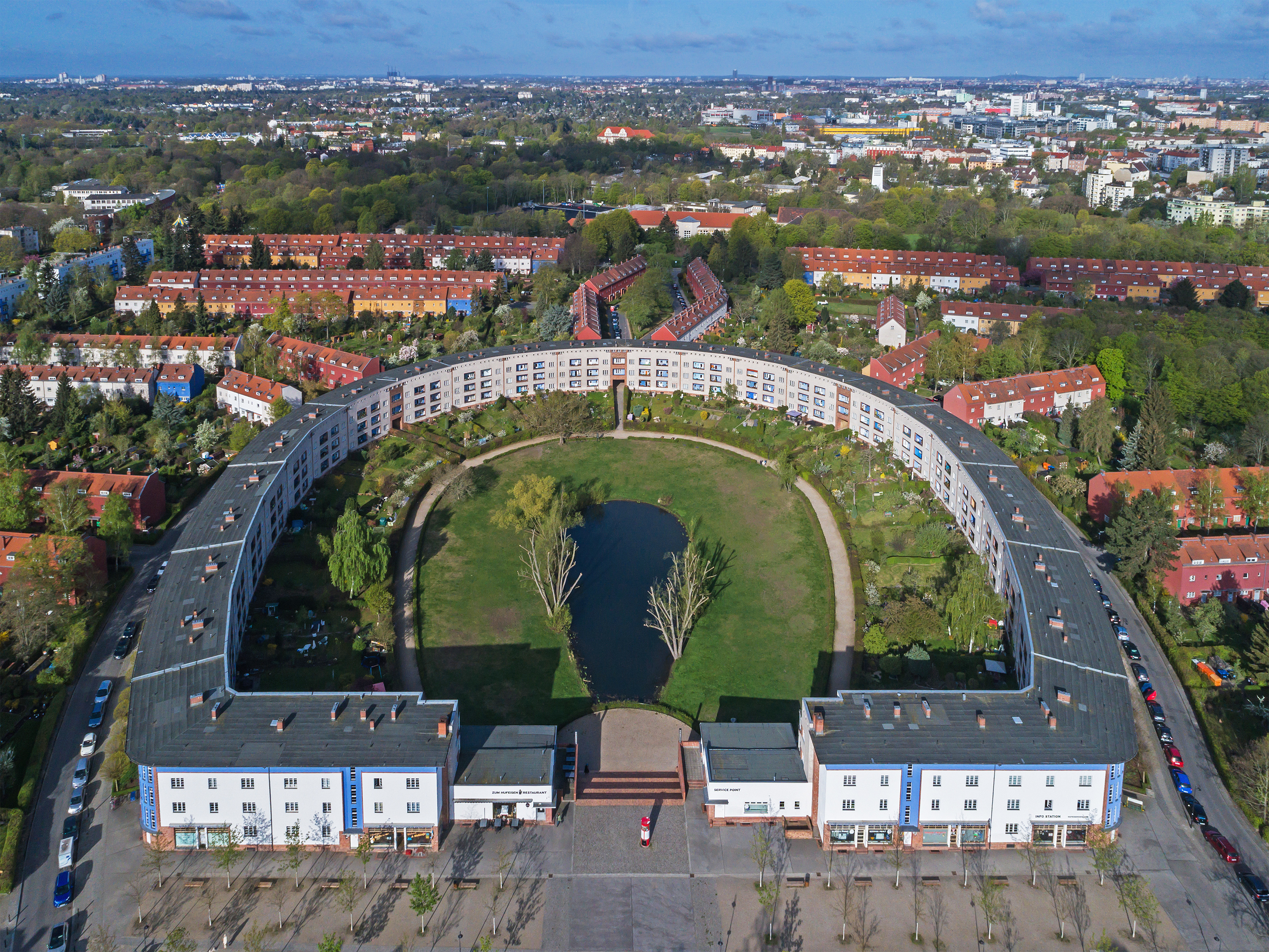
Hufeisensiedlung

### Ważniejsze ulice
Na 632 hektarach obszarów ulicznych znajduje się 715 ulic i placów.

#### Sonnenallee
Aleja przecina całą północną część okręgu Neukölln. Jej otoczenie zamieszkiwane jest przeważnie przez imigrantów, zarówno zagranicznych, jak i tych z różnych części Niemiec. Jest to spowodowane korzystną ceną wynajmu mieszkań.
W czasie ostatniego dziesięciolecia stworzono wiele instytucji arabskich, takich jak restauracje, kawiarnie, sklepy z przedmiotami codziennego użytku. Ulica Nebenstraße jest natomiast zamieszkana w większości przez studentów, artystów i młode rodziny, którzy wprowadzili się w ostatnich latach.

#### Schillerpromenade
Schillerpromenade (pol. Promenada Schillera) tworzy oś osiedla Schillerkiez. Zostało ono wybudowane około roku 1900, jako „Osiedle dla osób zamożnych”. Po wybudowaniu muru wewnątrz miasta w czasie podziału Berlina, Neukölln (jak większość dzielnic Berlina Zachodniego znajdujące się przy samym murze) stracił swoją atrakcyjność, a Schillerkiez był opuszczany przez lepiej zarabiających mieszkańców. Ten proces wzmacniał się z powodu coraz większego hałasu generowanego przez graniczące z osiedlem.
Po zamknięciu lotniska Schillerkietz cieszy się ponownie coraz większym zainteresowaniem wśród osób szukających mieszkania. To doprowadziło do wzrostu ceny mieszkań, a w konsekwencji do zmiany struktury mieszkańców.

### Ważniejsze place
Na północy okręgu Neukölln znajduje się Richardplatz z leżącym obok niego osiedlem Alt Rixdorf (obszar pomiędzy Sonnenallee i Karl-Marx-Straße). Plac jest zalążkiem dawnej wsi, z której powstał Neukölln. Dochodzące do niego ulice można więc nazwać starym miastem w Neukölln. Podczas II wojny światowej osiedle pozostało nienaruszone i po wojnie zostało zignorowane przez planistów miejskich. Dzięki temu obszar ten zachował swój wiejski charakter. Szczególnym zainteresowaniem wśród mieszkańców i turystów cieszy się jarmark bożonarodzeniowy odbywający się co roku na placu.
Pozostałymi wartymi wspomnienia placami są:
- Hermannplatz
- Karl-Marx-Platz
- Lipschitzplatz
- Alfred-Scholz-Platz (dawniej: Platz der Stadt Hof)
- Rudower Spinne

### Parki
- Britzer Garten (Gelände der Bundesgartenschau 1985)
- Carl-Weder-Park
- Gutspark Britz
- Körnerpark
- Lessinghöhe
- Rudower Fließ
- Schulenburgpark
- Volkspark Hasenheide

### Miejsca kultury

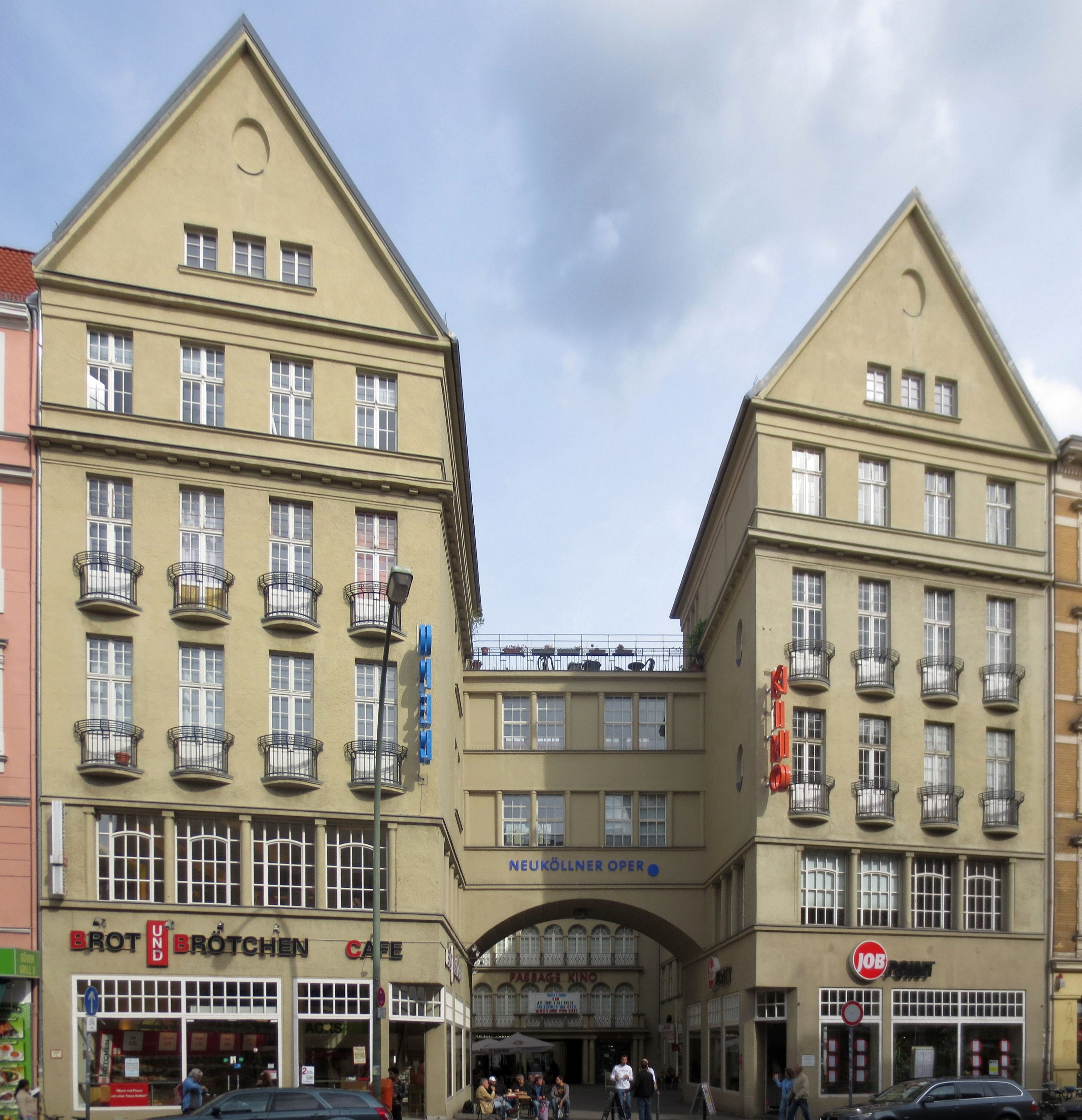
Opera Neukölln na Karl-Marx-Straße

- Ernst-Abbe-Gymnasium, pierwotnie Karl-Marx-Schule, w budynku dawnego Gimnazjum Cesarza Friederyka
- Galeria w parku Körnerpark
- Museum Neukölln
- Neuköllner Oper
- Saalbau Neukölln
- Schloss Britz
- Gemeinschaftshaus Gropiusstadt

### Obszary wodne
- Landwehrkanal
- Neuköllner Schiffahrtskanal
- Teltowkanal

### Zabytki

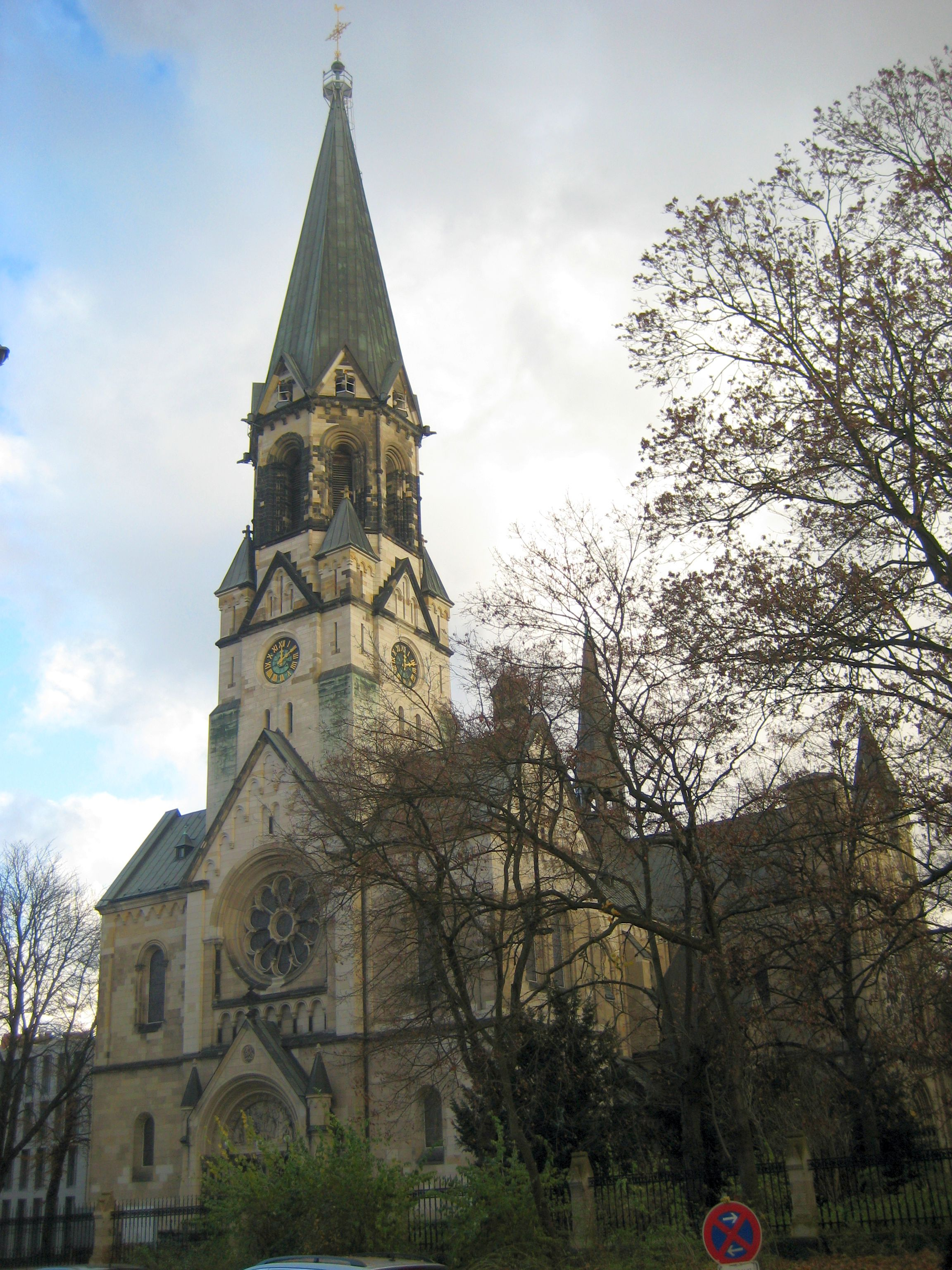
Bazylika św. Jana w Berlinie jest największym kościołem katolickim w Berlinie

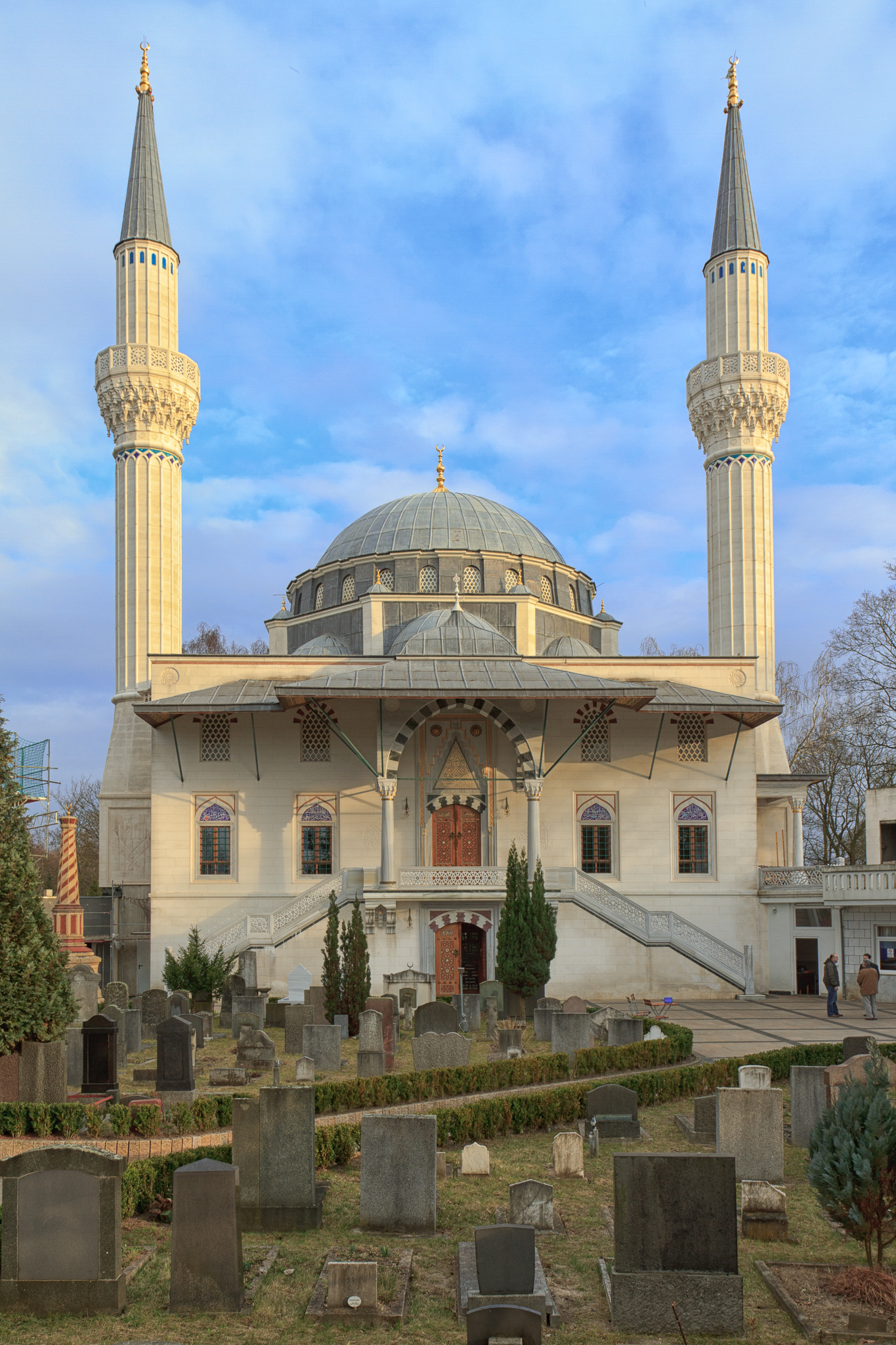
Meczet Şehitlik na mizarze

- Amtsgericht Neukölln
- Bethlehemskirche
- Böhmisch-Rixdorf
- Britzer Garten
- Britzer Mühle
- Comenius-Garten
- Dammwegsiedlung
- Dorfkirche Britz
- Dorfkirche Buckow
- Dorfkirche Rudow
- Gropiusstadt
- Hans-Martin-Helbich-Siedlung
- Hufeisensiedlung
- Bazylika św. Jana w Berlinie
- Rathaus Neukölln
- Meczet Şehitlik
- Kuźnia na Richardplatz
- Schloss Britz
- Stadtbad Neukölln
- Volkspark Hasenheide

## Transport
Przez okręg przebiega linia metra U7 oraz U8.

## Współpraca
Miejscowości partnerskie:
- Anderlecht, Belgia
- Bat Jam, Izrael
- Boulogne-Billancourt, Francja
- Frankenthal (Pfalz), Nadrenia-Palatynat
- Hof, Bawaria
- Izmir, Turcja
- Kolonia, Nadrenia Północna-Westfalia
- Leonberg, Badenia-Wirtembergia
- London Borough of Hammersmith and Fulham, Wielka Brytania
- Marino, Włochy
- Praga, Czechy
- Puszkin, Rosja
- Uście nad Orlicą, Czechy
- Wetzlar, Hesja
- Zaanstad, Holandia

## Literatura
- Felix Escher: Neukölln. (Geschichte der Berliner Verwaltungsbezirke, hrsg. von Wolfgang Ribbe, Band 3), Colloquium Verlag, Berlin 1988, ISBN 3-7678-0713-0.
- Verena S. Diehl, Jörg Sundermeier, Werner Labisch (Hrsg.): Neuköllnbuch. Verbrecher-Verlag, Berlin 2003, ISBN 3-935843-28-3.
- Christiane Borgelt, Regina Jost: Architekturführer Berlin-Neukölln. Stadtwandel Verlag, Berlin 2003, ISBN 3-933743-91-5.
- Bezirksamt Neukölln von Berlin, Abt. Bauwesen (Hrsg.): 100 Jahre Bauen für Neukölln – Eine kommunale Baugeschichte. Berlin 2005, ISBN 3-00-015848-0.
- Falk-Rüdiger Wünsch: Neukölln – Alte Bilder erzählen. Sutton Verlag, Erfurt 1998, ISBN 3-89702-096-3.
- Neukölln – Ein Bezirk von Berlin. Rudower Panorama-Verlag, Berlin 2005.
- Bezirksamt Neukölln von Berlin, Bezirksbürgermeister/Hochbauamt (Hrsg.), Dieter Althans u. a.: Rathaus Rixdorf – Rathaus Neukölln. Aus Anlass des 100-jährigen Jubiläums. Berlin 2008, ISBN 978-3-00-026396-5.
- Bernd Kessinger: Neukölln. Die Geschichte eines Berliner Stadtbezirks. Vergangenheitsverlag, Berlin 2012, ISBN 978-3-86408-064-7.
- Neuköllner Kulturverein e. V. (Hrsg.), Dorothea Stanič (Red.): Sand im Getriebe. Neuköllner Geschichte(n). Edition Hentrich, Berlin 1990, ISBN 3-926175-79-6.
- Dorothea Kolland (Hrsg.): Zehn Brüder waren wir gewesen … Spuren jüdischen Lebens in Neukölln. Hentrich & Hentrich Verlag, Berlin 2012, ISBN 978-3-942271-29-5.
- Heinz Buschkowsky: Neukölln ist überall. Ullstein Verlag, Berlin 2012, ISBN 978-3-550-08011-1.
- Janina Guthke, Sylvia Vogt: Kiezreport Neukölln. Bezirk der Extreme. In: Der Tagesspiegel, 15. April 2010.